# Бёрд, Эдриан
Эдриан Бёрд (англ. Adrian Peter Bird; род. 3 июля 1947, Роули-Реджис, Стаффордшир, Англия) — британский генетик. Профессор Эдинбургского университета, член Лондонского королевского общества (1989) и иностранный член Национальной академии наук США (2016). Рыцарь-бакалавр (2014). Его исследования метилирования ДНК пролили свет на механизм возникновения синдрома Ретта.

## Образование и ранние годы
Бёрд родился в английском городе Роули-Реджис близ Вулвергемптона, но начиная с четырёхлетнего возраста жил в Киддерминстере, Вустершир. Он закончил среднюю школу в Хартлбери с оценкой CCD за продвинутый уровень экзамена GCE (GCE A-Level). В 1971 году Эдриан Бёрд получил докторскую степень в Эдинбургском университете после бакалавриата по биохимии в университете Сассекса.

## Карьера и исследования
Получив докторскую степень, Эдриан Бёрд приступил к постдокторантурным исследованием сначала в Йельском университете с Джозефом Галлом, а затем в Цюрихском университете. В 1975 году Бёрд вернулся в Эдинбург, чтобы устроиться в подразделение генома млекопитающих в совете по медицинским исследованиям (MRC Mammalian Genome Unit), где он впоследствии проработал на протяжении 11 лет. Именно здесь Бёрд совместно с Эдвином Саузерном картировал метилирование CpG-динуклеотидов рибосомной РНК гладкой шпорцевой лягушки. С 1987 по 1990 год Бёрд продолжал свои исследования в Научно-исследовательском институте молекулярной патологии в Вене.
В 1990 году Эдриан Бёрд стал профессором генетики Эдинбургского университета. Он помог создать Центр клеточной биологии Wellcome Trust в Эдинбурге и был его директором с 1999 по 2011 год. С 2000 по 2010 год Бёрд был управляющим Wellcome Trust, а последние три года занимал должность заместителя председателя. Эдриан Бёрд является попечителем благотворительной организации Cancer Research UK и Фонда исследований синдрома Ретта. Он также является членом управляющего совета Эдинбургского онкологического исследовательского центра.
Исследования Бёрда были сосредоточены на т. н. «CpG-островках» и свойствах метилцитозин-связывающего белка 2 (MeCP2). Он возглавлял команду, которая впервые обнаружила CpG-островки, первоначально названные «крошечными фрагментами HpaII» в геномах позвоночных, это короткие геномные области с высокой плотностью динуклеотидов CpG, которые обычно находятся в неметилированном состоянии внутри или поблизости от промотора активного гена. Группа Бёрда обнаружила, что белок MeCP2 специфически связывается с метилированными сайтами CpG, и нарушение этого взаимодействия вызывает синдром Ретта.
В 2007 году лаборатория Бёрда опубликовала статью в журнале Science, в которой описывается доказательство того, что мышиный эквивалент синдрома Ретта может быть успешно обращен вспять у лабораторных мышей. Такой эффект был достигнут путём повторного введения функционального гена MeCP2, даже когда заболевание было на поздней стадии.

## Награды и отличия
- 1999 — Louis-Jeantet Prize for Medicine[англ.][9]
- 1999 — Медаль Габора, «За его новаторские работы в изучении общих механизмов регуляции транскрипции генома млекопитающих, а также за исследования молекулярной основы фундаментальных биологических механизмов, в частности, за разработку способов анализа метилирования эукариотической ДНК с использованием эндонуклеаз и за открытие и исследования нового класса последовательностей ДНК, найденных у всех позвоночных.»[2]
- 2008 — Grand Prix Charles-Leopold Mayer[англ.]
- 2011 — Международная премия Гайрднера, «For his pioneering discoveries on DNA methylation and its role in gene expression»[10]
- 2012 — GlaxoSmithKline Prize[англ.], «For his outstanding contributions in the field of epigenetics, especially DNA methylation and its role in development and disease»
- 2013 — BBVA Foundation Frontiers of Knowledge Awards, «For his discoveries in the field of epigenetics»[11]
- 2013 — Медиакомпания «Thomson Reuters» включила Бёрда в свой список наиболее вероятных кандидатов на получение Нобелевской премии по медицине
- 2016 — Премия Шао по медицине (совместно с Худой Зогби), «For their discovery of the genes and the encoded proteins that recognize one chemical modification of the DNA of chromosomes that influences gene control as the basis of the developmental disorder Rett syndrome.»[12]
- 2017 — Charles Rodolphe Brupbacher Preis[нем.] одноимённого фонда
- 2018 — Buchanan Medal[англ.] Лондонского королевского общества
- 2020 — Brain Prize

Командор ордена Британской империи (CBE, 2005).